# Bauskas novads
Bauskas novads is een gemeente in Semgallen in het zuiden van Letland. Hoofdplaats is de stad Bauska.
De huidige gemeente ontstond op 1 juli 2021, toen de bestaande gemeente werd uitgebreid met de gemeenten Iecavas novads, Rundāles novads en Vecumnieku novads. Sinds de fusie komt het grondgebied van de gemeente Bauskas novads grotendeels overeen met dat van het district Bauska (Bauska rajons), dat van 1950 tot 2009 had bestaan. Alleen Valle en Kurmene in het uiterste zuidoosten behoorden in die periode tot het district Aizkraukle.
De eerdere gemeente Bauskas novads ontstond in 2009 na een herindeling waarbij de volgende steden en landelijke gemeenten waarbij de stad Bauska en de landelijke gemeenten Brunava, Ceraukste, Code, Dāviņi, Gailīši, Īslīce, Mežotne en Vecsaule waren samengevoegd.

Nationale steden (valstspilsētas):

Daugavpils  · Jelgava · Jūrmala · Liepāja · Rēzekne · Riga · Ventspils

Gemeenten (novadi):

Ādažu novads
· Aizkraukles novads
· Alūksnes novads
· Augšdaugavas novads
· Balvu novads
· Bauskas novads
· Cēsu novads
· Dienvidkurzemes novads
· Dobeles novads
· Gulbenes novads
· Jelgavas novads
· Jēkabpils novads
· Krāslavas novads
· Kuldīgas novads
· Ķekavas novads
· Limbažu novads
· Līvānu novads
· Ludzas novads
· Madonas novads
· Mārupes novads
· Ogres novads 
· Olaines novads
· Preiļu novads
· Rēzeknes novads 
· Ropažu novads
· Salaspils novads
· Saldus novads
· Saulkrastu novads
· Siguldas novads
· Smiltenes novads
· Talsu novads
· Tukuma novads
· Valkas novads
· Valmieras novads
· Varakļānu novads
· Ventspils novads 